# (13219) Cailletet
(13219) Cailletet est un astéroïde de la ceinture principale.

## Description
(13219) Cailletet est un astéroïde de la ceinture principale. Il fut découvert le 30 juin 1997 à Kitt Peak par le projet Spacewatch. Il présente une orbite caractérisée par un demi-grand axe de 3,20 UA, une excentricité de 0,10 et une inclinaison de 21,6° par rapport à l'écliptique.

## Compléments